# دبليو دي سي 65سي02
WDC 65C02
wdc65c02 للمعالجة التكاملية الدقيقة هو نسخة مطورة من
cmos أشباه الموصلات المعدنية المؤكسدة التكميلية المعروفة نوع - ن – من أشباه الموصلات المعدنية المؤكسدة المستندة إلى تقنية وحدة المعالج المركزية 8bit – 65c02 –nos
Cmos تم إعادة تصميمة بواسطة مينشيل بل من مركز التصاميم الغربية (wdc) على مدى فترات زمنية مختلفة كان 65c02
الإصدار الثاني بواسطة NCR سجل النقدية الوطنية، GTE فيربزون للاتصالات ووكيل الدولية.

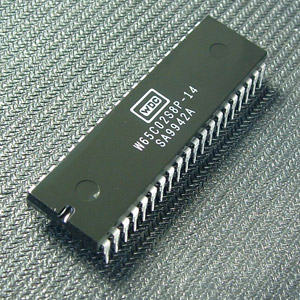
WDC 65C02 microprocessor in a PDIP-40 package.

## المقدمة والمميزات
الإصدار W65C02S هو إصدار مركز التصاميم الغربية من المعالج الدقيق 65c02
تسمية «اس» تشير إلى ان هناك جزء له نواة في الحالة الثابتة تماما والتي تسمح للساعة الابتداية بالتباطئ أو
التوقف تماما اما في المرتفعة أو الحالة المنخفضة.
ان W65C02S هو معالج دقيق 8 بت 8 بيت للسجلات والبينات المنقوله والغرض منه تخفيض الطاقة أو
بمعنى اخرا استخدام طاقة منخفضة وهو يضاف اليةبرنامج 16 بت المضاد
الطوال المتغير لمجموعة التعليمات وحجم النواة الفورة تعمد إلى جعل W65C02S ملائم تماما لنظام الطاقة المنخفظة } على الرقائق (SoC).
مركز التصاميم الغربية وصف أجهزة قيرلوج متاحا لتصميم نواه 65C02S وجعلة متاحا لـ ASICs [[" دورة
متكاملة محددة التطبيق "]] وFBGAS " نظم بوابة المجالات المبرمجة وكما هو شائع في صناعة اشباه
الموصلات، الذي يتضمن لوحة المطور، دائراة المضاهاه (ICE) ونظام لتطوير البرمجيات

### السمات المنطقية العامة
1. قاعدة البيانات 8 بت
2. 16 بت تعطي مساحة محددة بحجم 64 ك بايت
3. وحدة الحساب المنطقية 8 بت (ALU)
4. معالج السجلات 8 بت
5. المركم
6. مؤشر بنية تخزين العناصر
7. فهرس السجلات
8. مركز السجل
9. البرامج المواجهة 16 بت
10. إرشادات التشغيل69 التي تنفذها رموز 212
11. وسائط المعالجة 16 بما في ذلك معالجة الصفحة صفر

### المواصفات المنطقية
1. إخراج فيكتور بول (VPB) يدل على عند استخدام مواجهات المقاطعة عند ما يجري تناولها
2. تعليمات Wait مقابل (WAI) و SToP (STP) يقلل الطاقة المستهلكة – يقلل زمن المقاطعة مع التمكين من تزامن الإحداث الخارجية

### المميزات الكهربائية
1. التيار المغذي محدد من 1.71 فولت إلى 5.25 فولت
2. التيار الأساسي المستهلك من 0.15 و 1.5 مللي أمبير لكل ميجا هرتز عند 5.25 فولت و 1.89 فولت على التوالي
3. طول مجموعة التعليمات المتغيرة، تمكين التعليمات البرمجية المحسنة بالإضافة تعيين الطول الثابت للمعالجات ينتج عنها توفير الطاقة.
4. دوائر كهربائية ساكنة يسمح بإيقاف الساعة للحفاظ على الطاقة.

إن مركز التصاميم الغربية WDC 65C02يمكنه إن يعمل عند أي تيار مغذي (VDD) 1.8 إلى 5 فولت (مع زيادة أو نقصان 5%) لا توجد شرائح متنوعه لاختلاف التيارات المغذية. وتبين ورقه البيانات الرسوم البيانية كيف إن تغيرات المقاييس مثل (e.g. IDD, Fmax) يتبدل مع VDD وتوضح جداولها أهمية المتغيرات المستخدمة
) 1.8 – 2.5 – 3.0 – 3.3 - 5.0 – فولت مع زيادة أو نقصان 5%)
مركز التصاميم الغربي WDC 65C02 قد يعمل بشكل جيد في ساعات مريحة مثل 13.5 ميجاهرتز (أخذ عينات رقمية عالية الوضوح) و 14.31818 ميجاهرتز (بكسل مربع) و 14.75 ميجاهرنز (معدل الباود الكريستال) و16 ميجاهرتز إلى آخرة ومع ذلك فان قيمة الحد الادني VDD ترتفع لذلك
بيل مينش اشار إلى أن الـ Fmax يعتمد على عوامل الشرائح مثل تلك المحملة على دبابيس ويقلل الضغط باستخدام مسارات أشارات قصيرة وأجهزة قليلة وتساعد على رفع Fmax – وحزمة PLCC تملك سعة دبابيس اقل من حزمة DIP40.

## مقارنة مع MOS 6502

### مجموعة التعليمات
أسهمت 65C02 مع سابقتها بنية مجموعة التعليمات 8 بت ومعالجة 16 بت الذاكرة ولكنها تضيف عدد من التحسينات وعملية البرمجة الموثقة والتعليمات المفيدة للغاية التي يمكنها سحب أو دفع موشر X أو Y إلى مسجل إلى أو من المكتف عمليات البرمجة الغير معروفه ثم تحويلها إلى NOPS عمليات غير كاملة على الرغم من التفاوت في طول التعليمات.
إلى حد كبير قد تم أصلاح «الانتقال الغير مباشر» (JMP (<ADDR>) بينما <ADDR> تقع على حدود صفحة الذاكرة حيث تم تثبيتها للقضاء على المصدر الدائم لمشكلة المبرمجين تم تعزيز هذه التعليمات بفهرس سجل X مما جعل من الممكن برمجه JMP جعل له مقدرة على طريقة معالجة سهوله الانتقال في الجدول
بعض المتغيرات في 65C02

### مسجل الحالة
من المشاكل الأخرى مع 65C02 والثابتة في 65C02 علاقة برنامجها بمسجل الحالة والذي يحتوى على ثمانية أنظمة للإشارات أو أعادتها هو تحت سيطرة البرنامج وتعكس الأخرى حالة الجهاز بعد الحساب أو تعليمات التحرك بت
أعلام حالة المعالج 6502، مع المعنى عند تعيينها
-N نتيجة سلبية
-V تسجل تجاوز السعة بت
-1 غير معروف محدود دائما
-B أشارة الاستراحة التي وضعتها تعليمات التنزيل
-D تمكين الوضع العشري
-I عدم تمكين مقاطعة الطلب
-C تحميل الحسابية
في كل إشكال وأنواع NMOS المنطقية من65C02 والعلامات العشرية أشارة د لم يتم تهيئته إلى الحالة المعروفة بعد إعادة التعين أو عند معالجة المقاطعة مم قد يودي إلى سلوك تعسفي وهذه تدفع مبرمجين 65C02 للاستخدام المبكر لتعليمات CLD لإعادة تعين برمجة
أعادة التعين (ومن المسلم به عموما تنفيذ التعليمات الثانية لمعهد استوكهولوم)
أن 65C02 تناول هذه المشاكل بان جعل علامة التطوير واضح عند أعادة التعين أو عند الاستلام (بعد وضع سجل ودفع إلى كومة)
أيضا في NMOS 6502s وعلامة N ماهو غير صالح عندما يكون المعالج قيد التشغيل في الوضع العشري
أصلح 6502s هذه المشكلة (على حساب دورة الساعة الإضافية) وبالتالي يزيد من فائدة وضع نظام العلامة العشرية

## الاستخدامات البارزة من 65C02

### أجهزة الكمبيوتر المنزلية
-1 تم تحسين أبل س المحمول بعد أبل c بواسطة أبل للكميوتر 1.023 ميجاهيرتز
2- طور أبل c } ب ب سى مستر { الرئيسية للكمبيوتر التعليمي من الجوزة للكمبيوتر المحدودة 2 MHz 65SC12
ميجاهرتز بالإضافة إلى المعالج الثاني 4 MHz 65C102
3-	نسخة من قبل أجهزة برايل هي نسخة طبق الاصل من الكمبيوتر أبل 1 ميجاهرتز
-4 استنساخ ليزر128 من سلسلة أبل الثاني

### لوحة المفاتيح لالعاب الفديو
1. أتاري الوثق المحمولة (65SC02 @ ~4 MHz)
2. المحرك الملقب (تيربو جرافيكس 16(
3. عن طريق اللجنة الوطنية للانتخابات
4. هي ميكينك المحمولة (6 ميجاهرتز) بواسطة قمة الزمن
5. دوائر المحمولة (65C02 @ 4.09 MHz)

### منتجات اخري
1. خرطوشة ماستر تيربو المسرعة للكمبيوتر المنزلي 64 (65C02 @ 4.09 MHz)
2. كثير من العاب الشطرنج بالكمبيوتر مثل ميفستو mmv - - النسخة الاصلية وغيرها كثير

## الروابط الخارجية
- W65C02S 8–bit Microprocessor – Resource page at WDC's 65xx.com website
- The 6502/65C02/65C816 Instruction Set Decoded – From Neil Parker's Apple II page
- CPU World